# Шамеев, Евгений Ефимович
Евгений Ефимович Шамеев (9 июня 1988, Байтуганово, Агрызский район, Татарская АССР) — российский биатлонист, призёр чемпионата России по биатлону и летнему биатлону. Мастер спорта России.

## Биография
Воспитанник казанского УОР, с юношеского возраста представляет Республику Удмуртия. Выступает за Центр спортивной подготовки г. Ижевска и команду Вооружённых сил. Первый тренер — Ю. Н. Васильев, также тренируется под руководством Н. Г. Хазеева, В. А. Чуркина.
В 2009 году становился призёром первенства России среди юниоров в эстафете и гонке патрулей.
На взрослом уровне в зимнем биатлоне — бронзовый призёр чемпионата России 2011 года в гонке патрулей и 2012 года в командной гонке в составе сборной Удмуртии. В летнем биатлоне — бронзовый призёр чемпионата России 2016 года в эстафете.
Победитель чемпионата Приволжского федерального округа 2015 года в масс-старте.
В 2018 году входил в состав сборной России на чемпионате мира по летнему биатлону, однако ни в одной гонке не стартовал.